# Brachionidium brachycladum
Brachionidium brachycladum är en orkidéart som beskrevs av Carlyle August Luer och Rodrigo Escobar. Brachionidium brachycladum ingår i släktet Brachionidium och familjen orkidéer. Inga underarter finns listade i Catalogue of Life.